# Valer Toma
Valeriu Toma, detto Valer (26 novembre 1957), è un ex canottiere romeno.

## Palmarès

### Olimpiadi
- 1 medaglia:
  - 1 oro (Los Angeles 1984 nel due senza)

### Mondiali
- 1 medaglia:
  - 1 bronzo (Lucerna 1982 nel quattro senza)